# Obaga de les Guitones

L'Obaga de les Guitones, respecte del terme d'Abella de la Conca

L'Obaga de les Guitones és un indret del terme municipal d'Abella de la Conca, a la comarca del Pallars Jussà, en terres del poble de Bóixols.
Està situada a l'extrem oriental del terme municipal, al sud-oest del Tossal de la Devesa, al sud del Tossal dels Tres Senyors i al sud-est de Ca l'Astor.

## Etimologia
Es tracta, com molts d'altres topònims, d'un de romànic de caràcter descriptiu. És una obaga a la qual s'atribuïa un caràcter si més no misteriós: guitones és derivat diminutiu de guita, adjectiu que s'aplicava sobretot a les mules, atès el seu caràcter imprevisible, boig. És, per tant, l'obaga de les petites embogides.